# 괌뜸부기
괌뜸부기는 뜸부기과의 새로 괌의 고유종이다. 1970년대 초 괌 남부에서 사라졌으며, 1980년대 후반에는 섬 전체 자생지에서 절멸하였다. 1995년 이후, 북마리아나 제도의 로타섬에서 괌뜸부기를 다시 야생으로 되돌리려는 시도가 진행되고 있다.